# Eupithecia penumbrata
Eupithecia penumbrata là một loài bướm đêm trong họ Geometridae.